# Гринблат, Элиза
Элиза Гринблат (урождённая Аронсон, позже Вейцман; идиш עליזה גרינבלאַט‎; 8 сентября 1888, Озаринцы, Могилёвский уезд, Подольская губерния — 21 сентября 1975, Бруклин, Нью-Йорк) — американская еврейская поэтесса и песенник. Писала на идише.

## Биография
Элиза Гринблат родилась местечке Озаринцы и до пяти лет росла в Могилёве-Подольском, после чего семья возвратилась в Озаринцы. Родители — Аврум Аронсон и Бруха Розовская. Её дед по отцовской линии, Ицик Аронсон, происходил из Бердичева; родители матери — из Чернобыля. Вскоре после возвращения в Озаринцы её отец скоропостижно скончался в возрасте 28 лет; мать вторично вышла замуж и семья переехала в Сороки, в соседней Бессарабской губернии, где жил отчим — Давид Вейцман.
В 1900 году переехала с семьёй в Америку и поселилась в Филадельфии. Вышла замуж за бессарабского эмигранта Исидора Гринблата (также из Сорок, настоящая фамилия Стукельман), занятого в банановой торговле. В 1907 году переехала в Атлантик-Сити, занималась общественной работой, сотрудничала с рабочими и сионистскими организациями. В 1929 году вся семья вернулась в Филадельфию, бедствовала в годы Великой депрессии. С конца 1930-х годов и до конца жизни жила в бруклинском районе Кони-Айленд.
Первый сборник песен с нотами выпустила в 1932 году. Не будучи связанной ни с какими поэтическими движениями Элиза Гринблат за свою жизнь опубликовала несколько книг поэзии и множество песен, положенных на музыку такими известными композиторами как Эйб Эльштейн (англ., 1907—1963), Марк Олф (1904—1987), Михл Гелбарт (1889—1962) и Соломон Голуб (1887—1952). К некоторым песням она написала музыку сама или положила их на народные мелодии — клезмерские танцевальные композиции, хасидские напевы и даже танго. В 1966 году Гринблат опубликовала автобиографическую книгу «Бам фэнцтэр фун а лэбм» (У окна одной жизни).
Некоторые из песен Элизы Гринблат (например, «Фишерлид» — рыбацкая, см. слова и «Их ун ду» — я и ты, см. слова) — в числе самых популярных композиций современного клезмерского репертуара, исполнялись в последние годы такими музыкантами как Ицхак Перлман и The Klezmatics (cf. Itzhak Perlman «In The Fiddler’s House», Angel Records: Нью-Йорк, 1995, трек 9), Лорин Скламберг (cf. The Klezmatics «Jews With Horns», Xenophile: Нью-Йорк, 1995, трек 2), Хава Альберштайн (альбом «Маргариткэлэх», Hemisphere: Нью-Йорк, 1999), Гиора Фейдман («Schubert & Jiddische Lieder», Plane: Берлин, 1998), Сидор Беларский («Seder Nights with Sidor Belarsky», Artistic Enterprises: Нью-Йорк), Jacinta («Jacinta la chason du pays d’or») и множеством других (см. в каталоге Фридмана).
В 1942 году дочь Элизы Гринблат — известная танцовщица Марджори Мазиа (1917—1983) — вышла замуж за легендарного американского фолк-барда из Оклахомы Вуди Гатри (1912—1967), который поселился по соседству с семейством Гринблат в Кони-Айленде. Под влиянием тёщи, Вуди Гатри увлёкся еврейскими традициями и написал цикл стихотворений на тематику еврейских праздников. Всё более ограниченный в подвижности хореей Гентингтона, Гатри так и не успел записать эти песни и они были выпущены лишь посмертно в исполнении клезмерской капеллы Klezmatics на компакт-диске Wonder Wheel (Колесо обозрения — аллюзия на район Кони-Айленд, где располагается старейшее колесо обозрения в городе и где с 1942 года жил Вуди Гатри) на лейбле Jmg. Этот диск группы Klezmatics был удостоен премии Грэмми как лучший альбом года в категории Best Contemporary World Music Album за 2007 год.
Последние годы жизни Элиза Гринблат участвовала в организационной работе основанного её дочерью после смерти мужа (Вуди Гатри) Общества изучения болезни Хантингтона. Внук Элизы Гринблат — Арло Гатри (род. 1947) — американский исполнитель песен в стилях блюз, кантри и фолк; внучка — Нора Гатри (род. 1950), президент Woody Guthrie Foundation. Её правнуки — Эйб Гатри, Кейти Гатри и Сара Ли Гатри — тоже стали музыкантами.

## Книги Элизы Гринблат
- חלומען חלומות (холэмэн халоймэс — снятся сны). Песни с нотами. Metro Music Co: Нью-Йорк, 1932.
- לעבן מײַנס (лэбм майнс — жизнь моя). Фарлаг Кадимэ-Централ: Филадельфия, 1935.
- צען לידער מיט געזאַנג (цен лидэр мит гезанг — десять песен с мелодиями). Alizah Greenblatt: Бруклин, 1939.
- איך זינג (их зинг — я пою). Некоторые стихотворения сопровождены нотами. Фарлаг Ализа: Нью-Йорк, 1947.
- איך און דו (их ун ду — я и ты). Фарлаг Ализа: Нью-Йорк, 1951.
- אין סי-גײט בײַם ים (ин си-гейт бам ям — в Сигейте у моря). Фарлаг Ализа: Нью-Йорк, 1957.
- אונדזער פֿאַרבאַנד (ундзэр фарбанд — наш союз). Песни с нотами на музыку Яши Кричевского. Metro Music Co: Нью-Йорк, 1958.
- Хавивэлэ (израильская любовная песня-танго). Песни с нотами. Metro Music Co: Нью-Йорк, 1962.
- בײַם פֿענצטער פֿון אַ לעבן (бам фэнцтэр фун а лэбм — у окна одной жизни). Фарлаг Ализа: Нью-Йорк, 1966.